# Stachyarrhena
Stachyarrhena là một chi thực vật có hoa trong họ Thiến thảo (Rubiaceae).

## Loài
Chi Stachyarrhena gồm các loài: